# Hornum Herred

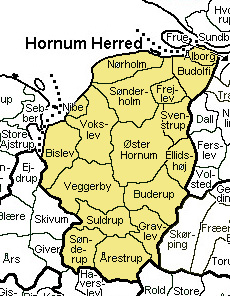
Hornum Herred

Hornum Herred was een herred in het voormalige Aalborg Amt in Denemarken. Na de herindeling van 1970 werd het gebied deel van de provincie Noord-Jutland. Sinds 2007 hoort het bij de regio Noord-Jutland.

## Parochies
Hornum bestond oorspronkelijk uit 15 parochies. Nibe, een stad wordt later ook bij Hornum vermeld, terwijl Godthåb als zelfstandige parochie uit Øster Hornum wordt gevormd.
- Bislev
- Buderup
- Ellidshøj
- Frejlev
- Godthåb
- Gravlev
- Hasseris, eerder bekend als Aalborg Budolfi Landsogn
- Nibe
- Nørholm
- Suldrup
- Svenstrup
- Sønderholm
- Sønderup
- Veggerby
- Vokslev
- Aarestrup
- Øster Hornum